# Zbigniew Kryda
Zbigniew Kryda (ur. 29 września 1930 we Lwowie, zm. 25 listopada 2005 w Płocku) – polski fotografik.

## Życiorys
Opuścił Lwów w 1944 i do końca wojny przebywał m.in. w Pilźnie, gdzie pracował w zakładzie fotograficznym. Pracę w zawodzie kontynuował po wojnie w Polsce, początkowo w Szklarskiej Porębie, potem w Zgorzelcu, od 1971 w Płocku. Prowadził jeden z najbardziej znanych zakładów fotograficznych przy alei Kobylińskiego w Płocku. Doszedł do tytułu mistrza rzemiosł artystycznych.
Zajmował się również fotografią artystyczną. Był członkiem Stowarzyszenia Twórców Fotoklub Rzeczypospolitej Polskiej, w latach 1981–2004 pełnił funkcję przewodniczącego Płockiego Towarzystwa Fotograficznego im. Aleksandra Macieszy. Uczestniczył regularnie w Biennale Plakatu Fotograficznego i Ogólnopolskich Wystawach Fotografii Zawodowej, zdobywając kilka nagród (m.in. złoty medal w 1978). W latach 80. zainicjował działalność w Płocku Towarzystwa Miłośników Lwowa. Był odznaczony m.in. Krzyżem Kawalerskim Orderu Odrodzenia Polski (1988) oraz Złotym Medalem „Zasłużony dla Fotografii Polskiej”.
Tematyka jego prac obejmowała głównie portret, krajobraz i reportaż; dokumentował m.in. wizytę Jana Pawła II w Płocku. W czerwcu 2005 wystawiał swoje prace w Płockiej Galerii Sztuki z okazji jubileuszu 60-lecia pracy zawodowej; rok wcześniej miał wystawę Weneckie impresje w Miejskiej Bibliotece Publicznej im. Norwida w Bolesławcu.